# Odbicie (grafika)

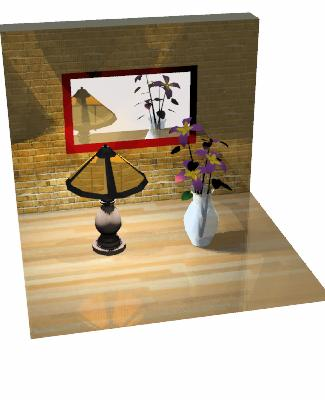
Model stworzony przy użyciu SketchUp z wykorzystaniem technologii ray tracing.

Odbicie (ang. reflection) – odzwierciedlenie rzeczywistego wyglądu powierzchni, o właściwościach odbijających światło, jakie można zobrazować za pomocą grafiki komputerowej. W scenie trójwymiarowej odbicia od powierzchni materiałów modeli, którym nadano taką właściwość, wyznaczane są z wykorzystaniem odpowiednich algorytmów (np. metoda śledzenie promieni).
Odbicia na lśniących powierzchniach np. metalu lub ceramiki zaliczyć można do efektów fotorealistycznych w grafice trójwymiarowej opartej na renderowaniu.

## Realizacja odbicia
- Odbicie w ray tracingu realizowane jest przez podążanie za promieniem wektora odbitej fali światła, od obserwatora do powierzchni lustra, następnie wyliczenie skąd promień się odbił i kontynuowanie tego procesu, dopóki nie napotka on już żadnej powierzchni, albo napotka powierzchnię nie odbijającą światła lub też osiągnie limit odbić w rendererze (w programach renderujących, w celu przyspieszenia czasochłonnego procesu renderowania, można ustalić maksymalną liczbę odbić wyliczanych przez program).

- W silnikach 3D, z uwagi na szybkość obliczeń, odbicie realizowane jest przez ponowne wyświetlenie tej samej sceny 3D względem powierzchni np. lustra. Dodatkowa kamera w scenie, emulująca odbicie, usytuowana jest w punkcie, w którym znajduje się lustro, i skierowana pod kątem odbicia. Tak widziany przez nią obraz wyświetlany jest na powierzchni lustra, które obserwowane jest przez pierwszą kamerę wirtualnego obserwatora sceny – pod kątem padania.